# أليكساندر تام
أليكساندر تام هو لاعب كرة قدم برازيلي، ولد في 30 مارس 1999 في غواروجا في البرازيل.

## وصلات خارجية
- أليكساندر تام على موقع قاعدة بيانات كرة القدم.إي يو (الإنجليزية)
- أليكساندر تام على موقع Soccerway.com (الإنجليزية)